# Не-Пам'ятник (Познань)

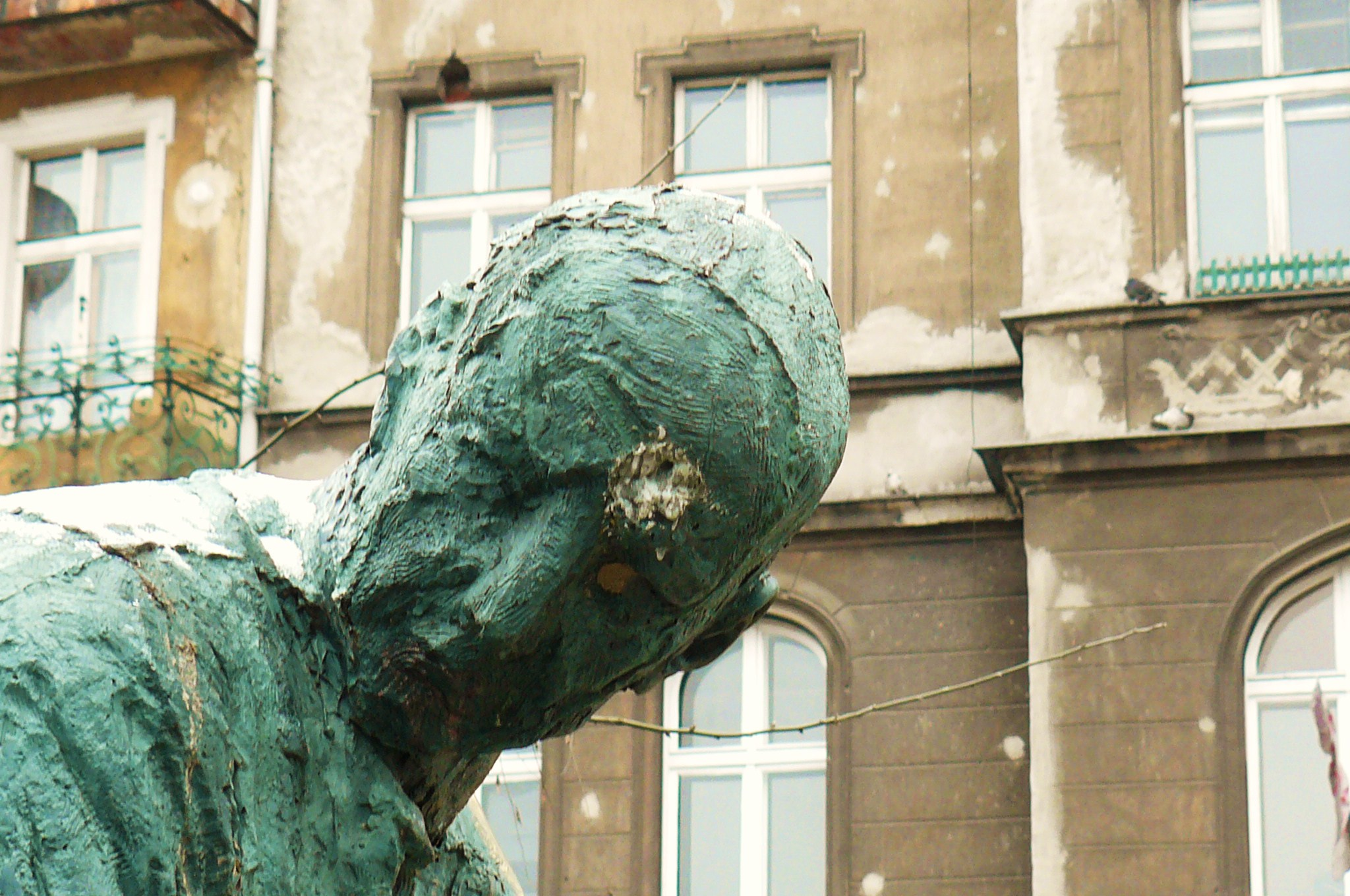
Деталь скульптури

Не-Пам'ятник (пол. Nie-pomnik) — постмодерністська скульптурна композиція, яка знаходиться в Познані на вулиці Огродовій на території парку Яна Домбровського неподалік від північного фасаду старого пивоварного заводу, на дорозі, що веде до методистської церкви Святого Хреста.

## Історія
Пам'ятник був встановлений влітку 2010 року. Автором скульптурної композиції є художник Норберт Сарнецький, який створив його в рамках написання власної докторської дисертації «Не-пам'ятники в міському просторі».
Виготовленням пам'ятника займався Войцех Куявський — доцент факультету скульптури Познанського університету образотворчих мистецтв. Автор планував встановити пам'ятник на перетині вулиці Сольної та алеї Марцинковського, проте через незгоду міської влади його встановили на території парку Яна Домбровського.

## Опис
Скульптурна композиція складається з трьох елеменов:
- людини, котра йде, тримаючи праву руку в кишені, й озирається в сторону пивоварного заводу;
- двох гранітних квадратних каменів, на цоколі меншого з них встановлена пара взуття, а на більшому камені нанесено напис латинською мовою «Lector, si monumentum requiris circumspice» (Читачу, дивлячись на пам'ятник — озирнися навколо);
- людина, котра йде, і камені відокремлені парканом у вигляді тонких металевих брусків, який був встановлений автором у жовтні 2010 року.

За задумом автора, цей пам'ятник веде діалог із традиційною монументальною скульптурою, встановленою в Познані на початку XXI століття (пам'ятники Хіполіту Цегельському, Каролю Марцинківському, Станіславу Миколайчику) . Автор вважає, що Не-пам'ятник є викликом новим монументальним скульптурним композиціям, які були встановлені без урахування навколишнього культурного середовища.